# Refuge Dondénaz
Le refuge Dondénaz se trouve dans la vallée de Champorcher, une vallée latérale de la Vallée d'Aoste, dans les Alpes grées italiennes, à 2 186 mètres d'altitude.

## Histoire
La construction eut lieu en 1863. Il fut utilisé comme maison de chasse par le roi Victor-Emmanuel II.

## Caractéristiques et informations
Le refuge se trouve en amont du chef-lieu de Champorcher, dans la cuvette de Dondénaz.
Il fait partie de la Haute Route n°2.

## Accès
À partir de Champorcher, on remonte jusqu'à la cuvette de Dondénaz. Après la fin de la route, on rejoint le refuge en 15 minutes environ.

## Ascensions
- Rose des Bancs - 3 164 mètres
- Bec Raty - 2 382 mètres
- Tête des Hommes - 2 618 mètres
- Mont Glacier - 3 186 mètres
- Mont Delaz - 3 139 mètres
- Mont de Dondénaz - 2 543 mètres
- Mont Rascias - 2 783 mètres
- Tour-de-Ponton - 3 101 mètres
- Bec Costazza - 3 092 mètres

## Traversées
- Refuge Misérin - 2 580 mètres, près du lac du même nom
- Refuge Sogno de Berdzé au Péradza - 2 526 mètres